# Melanella tortuosa
Melanella tortuosa is een slakkensoort uit de familie van de Eulimidae. De wetenschappelijke naam van de soort is voor het eerst geldig gepubliceerd in 1850 door Adams & Reeve.